# 자연 가격
자연 가격은 아담스미스의 국부론에서 처음 나온 개념으로 상품이 정확히 자신의 가치대로 판매되는 가격을 말한다. 시장가격은 이 자연가격과 가까워지려 하는 성질이 있다. 시장가격이 자연가격보다 높으면 다시 낮아지려 할 것이고, 시장가격이 자연가격보다 낮다면 높아지려 하는 경향을 보인다.